# آب‌انبار مریضان
آب‌انبار مریضان مربوط به دوره قاجار است و در ندوشن، محله شیخیها، کوچه حاجی لار واقع شده و این اثر در تاریخ ۱۱ مرداد ۱۳۸۴ با شمارهٔ ثبت ۱۲۳۷۲ به‌عنوان یکی از آثار ملی ایران به ثبت رسیده‌است.